# Streblus mitis
Streblus mitis är en mullbärsväxtart som beskrevs av Wilhelm Sulpiz Kurz. Streblus mitis ingår i släktet Streblus och familjen mullbärsväxter. Inga underarter finns listade i Catalogue of Life.